# Ricardo Añibarro Lángara
Ricardo Añibarro Lángara fue un médico psiquiatra y político español primer director en 1897 del antiguo Hospital Psiquiátrico de Santa Águeda en el municipio de Mondragón del País Vasco.
Tras su jubilación tuvo inquietudes políticas, llegando a ser presidente de la Diputación de Guipúzcoa en 1930.

## Biografía y trayectoria profesional
La situación de los enfermos psiquiátricos en el siglo XIX era en muchas ocasiones lamentable: estaban marginados y apartados de la sociedad. Para paliar esta situación, en 1897 el padre Benito Menni de la Orden Hospitalaria de San Juan de Dios adquirió el Balneario de Santa Águeda y lo convirtió en Centro Psiquiátrico. Se inauguró en 1898 con 110 enfermos.
Se puso al frente de la Institución al Dr. Ricardo Añibarro Lángara, nacido en Areatza (Vizcaya) en 1857. Estudió medicina en la Universidad de Montpellier donde se especializó en psiquiatría. Fue un médico de excelente formación que ejemplificaba a la perfección la idea que guio siempre la gestión del padre Menni: dotar a sus centros psiquiátricos de los mejores profesionales disponibles. Su tesis doctoral, titulada Significación clínica de la hipertensión, fue evaluada, entre otros, por Santiago Ramón y Cajal.
Efectuaba periódicamente viajes a las naciones mejor organizadas al respecto, y después de un depurado estudio de las observaciones recogidas, proponía lo que estimaba útil en las condiciones de vida de este establecimiento.
El centro acogía enfermos mayoritariamente crónicos de toda la provincia y alrededores llegando en 1923 a 940 enfermos, 378 varones y 562 mujeres.
En 1906 el Dr. Añibarro creó una sección especial para enfermos indigentes.
Dejó muy documentado su trabajo señalando que la minoría de pacientes que ingresaba en fase aguda se recuperaba en seguida, entretanto aquella mayoría que lo hacía en estado crónico quedaba internada prácticamente hasta el final de sus días que era de una media de siete años. No sería hasta mediados del siglo XX cuando hubo un desarrollo de la farmacoterapia que disminuyó en gran medida la institucionalización del enfermo psiquiátrico.
Añibarro no solo trabajó buena parte de su vida como médico-director del centro psiquiátrico de Santa Águeda, sino que también tuvo inquietudes políticas, llegando a ser presidente de la Diputación de Guipúzcoa en 1930.